# Jeux de régression
Pour les articles homonymes, voir Régression.

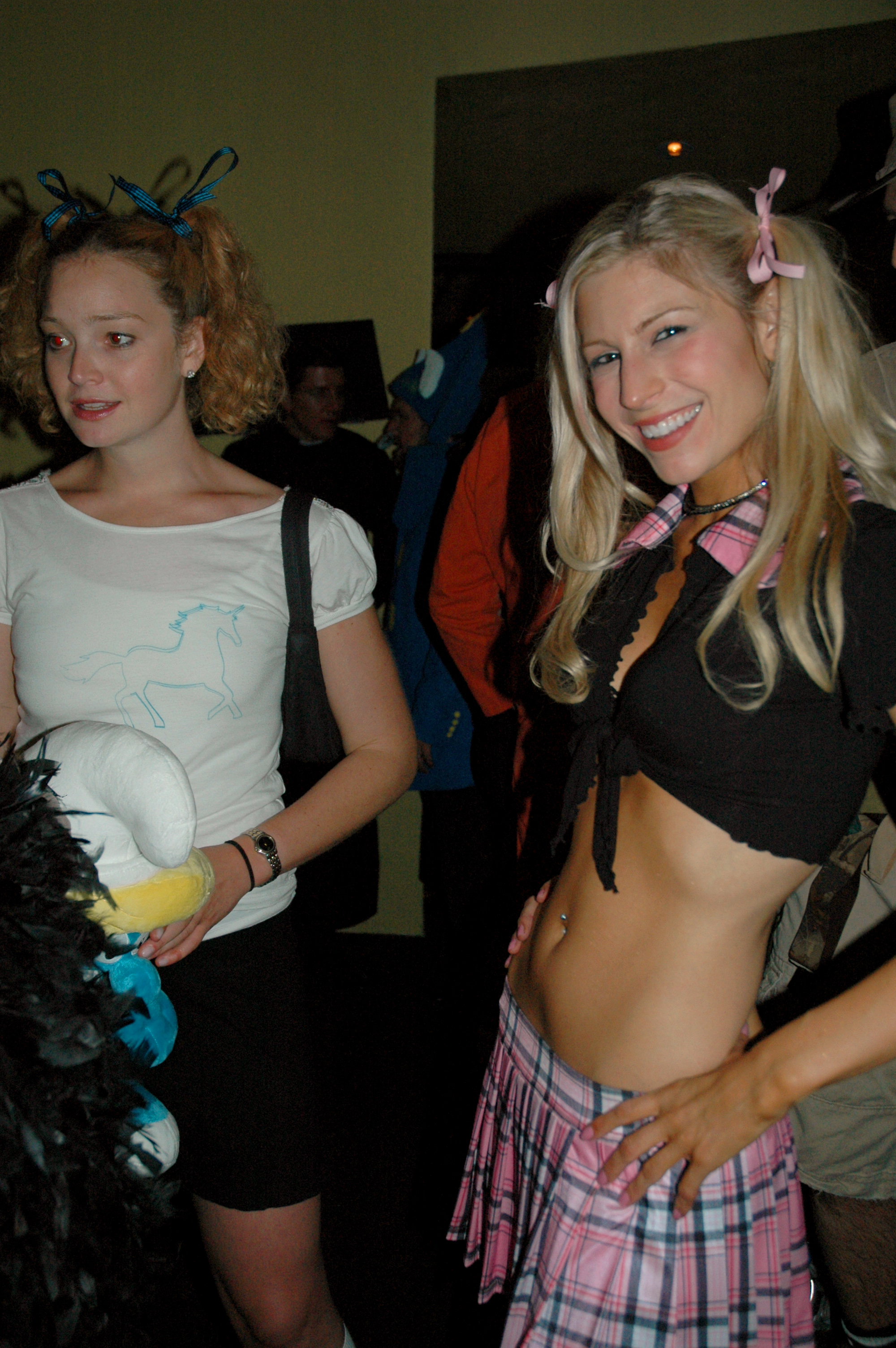
Deux jeunes femmes habillées en enfant.

Le jeu de role d'âge ("ageplay" en anglais) est une pratique consistant à jouer à retomber dans un état antérieur allant de l'état de nouveau-né à l'adolescence, à un âge qui peut varier ou non selon les pratiquants et pratiquantes et diffère de la "régression" au sens plus large. Une séance se déroule communément entre deux adultes, l’un qui joue au bébé et l’autre qui joue à la maman, mais elle peut également se réaliser en solitaire. L'ageplay fait appel à des comportements, à des mises en scène et à des accessoires ordinaires destinés aux bébés ou aux jeunes enfants, dans le but de renforcer les conditions du jeu de rôle et la sensation de dépendance recherchée par ceux qui le pratiquent,.
Les accessoires utilisés sont essentiellement des copies adaptées à taille adulte de vêtements (barboteuses, bodies), d'accessoires (peluches et doudous, tétines et biberons), de couches, de culottes imperméables en plastique, de mobilier (table de change, lit à barreaux, parc de jeu). Des objets réellement destinés aux enfants tels que de la nourriture (petits-pots, allaitement ou biberons), des jouets (poupées, cubes, puzzles), des livres pour enfants ou des dessins animés peuvent également être utilisés. Les expressions little, ageplayer ou adultbaby (AB) sont utilisées dans le monde anglo-saxon pour désigner ceux qui pratiquent le jeu de rôle d'âge, tandis que les termes Big ou Daddy désignent ceux qui la font subir, bien que ces rôles puissent être optionnels. Le terme « infantilisme » est parfois utilisé de façon erronée pour désigner ces jeux de rôle.

## Description
L'individu jouant le rôle de l'adulte ou qui supervise la séance de jeu s'applique à traiter l'autre personne comme un véritable bébé, un enfant, ou un adolescent, en s’occupant au goût des participants de sa toilette et de ses changes, en lui donnant à manger, en lui faisant faire une sieste, en lui lisant des histoires et en lui parlant comme à un enfant. Une nounou peut être un homme ou une femme qui s'occupe d'un autre homme ou d'une autre femme, en fonction de ses préférences personnelles. Les nounous sont le plus souvent des femmes[réf. nécessaire] et ceux prenant le rôle de "bébé" sont le plus souvent des hommes. Si les pratiquants font généralement des séances seuls à leur domicile, ils font souvent appel aux services de leur conjoint ou à des nounous rémunérées travaillant dans des nurseries pour adultes. Il ne s'agit en aucun cas de prostitution et toute pratique sexuelle y est clairement proscrite[réf. nécessaire]. Le programme de la séance est alors établi à l'avance par le client et validé par la nounou. Une séance de régression a une durée variable qui peut aller d'une demi-heure à un week-end entier. Il existe plusieurs de ces nurseries en France et dans la plupart des pays occidentaux[réf. nécessaire].
En lien avec ses implications sexuelles, la pratique du jeu de rôle d'âge est très souvent liée au fétichisme des couches. L'utilisation d'une couche pour adulte peut être un élément important lors des séances, bien que certains individus puissent ne pas les inclure dans leur jeu de rôle,. Le fait de porter des couches renforce physiquement et psychologiquement la sensation de retomber en enfance et le sentiment de dépendance, d'autant plus lorsqu'elles sont réellement utilisées. L'intimité des séances de change renforce par ailleurs le lien affectif entre la « nounou » et le « bébé »[réf. nécessaire].
De nombreuses sociétés ont ouvert des boutiques sur Internet permettant d'acheter toute une gamme de vêtements et d'accessoires destinés aux adeptes de cette pratique.

### Jeu de rôle d'âge et BDSM
Le jeu de role d'âge fait généralement parti du BDSM étant donné les rapports de pouvoir que l'on retrouve dans ces pratiques. Les participants d'un jeu de rôle d'âge peuvent notamment désirer subir ou faire subir une humiliation en étant vu comme un enfant, d'être forcé à agir comme tel ou de porter des vêtements qui ne leur sont pas destinés. Selon les participants, on parle de sissification lorsque l'humiliation implique que l'individu subissant la régression est un homme adulte jouant le rôle d'une petite fille, bien que cette pratique puisse être critiquée pour ses implications sexistes.

## Psychologie
Le manuel de psychologie américain Manuel diagnostique et statistique des troubles mentaux (DSM-IV) nomme cette pratique sous le terme d'« autonépiophilie » (du grec ancien αὐτός / autós (« soi-même »), νήπιον / nếpion (« bébé ») et φιλία / philía (« amour »), terme trouvé nulle part ailleurs que dans ce manuel. Considérée par le DSM-IV comme une paraphilie, la régression entre cependant difficilement dans cette catégorie, car elle n'implique pas nécessairement une quelconque forme d'excitation sexuelle[réf. nécessaire]. Plusieurs pratiquantes et pratiquants considèrent que, malgré le rapport avec des fétichismes liés par les couches - pour adultes - aux fonctions génito-urinaires ou fécales, le sexe n'a pas sa place dans une séance de régression[réf. souhaitée]. Par ailleurs, la littérature scientifique différencie clairement les jeux de régression et la pédophilie, en tous les cas la pédocriminalité que constitue le passage à l'acte pédophile sur les enfants, sur la base de la participation d'adultes consentants,,.
La régression a également été utilisée en psychologie en analyse transactionnelle dans le cadre d'une thérapie appelée « reparentage ».